# Memórias do Cárcere
Memórias do Cárcere è un film del 1984 prodotto, sceneggiato e diretto da Nelson Pereira dos Santos, tratto dall'omonimo memoriale postumo dello scrittore Graciliano Ramos, imperniato sul suo periodo di prigionia, in quanto militante del Partito Comunista Brasiliano, durante gli anni bui della dittatura di Getúlio Vargas.

## Produzione
Il film fu prodotto dall' Embrafilme, Luiz Carlos Barreto Produções Cinematográficas, Regina Filmes.

## Distribuzione
Fu distribuito dall'Embrafilme e dalla Facets Multimedia Distribution. Nel 1989 fu distribuito negli Stati Uniti dall'International Home Cinema in una versione sottotitolata.